# 台灣民主實驗室
台灣民主實驗室（英語：Doublethink Lab），簡稱DTL，成立於2019年9月的非政府組織，其關注中文的錯假資訊與中国大陆的資訊戰議題。執行長為吳銘軒。

## 研究內容
台灣民主實驗室主要分析中文的錯假資訊、以及來自中国大陆的訊息戰，因此研究不侷限於事實查核，而更關注於資訊戰和其對社會的影響。此外，組織也會研究中国大陆對個人的發動的網路騷擾。

### 中國影響力指數
2019年，台灣民主實驗室發起「世界中的中國」計畫，與全世界相關研究者合作，分析中国大陆在世界82個國家與地區的影響力，稱為「中國影響力指數」。該指數綜合考量中国大陆在學術、政治、經濟、對外政策、執法、媒體、軍事、社會、科技等9個領域的影響力，共計99個指標。2022年研究計畫成果發表於與德國馬歇爾基金會合辦的國際會議。

### 小粉紅偵測器
台灣民主實驗室研究出了一套「小粉紅」偵測模型，藉由他們的網路資訊視覺化工具，大規模分析社群帳號的敘述、推文和內容。研究發現與中共官方媒體相關的社群同質化程度高，主要由「小粉紅」構成。此工具曾被用於分析Twitter上的烏克蘭生物實驗室陰謀論，研究結果呈現了「小粉紅」、中国大陆官方媒體與俄羅斯官方媒體的敘事共鳴樣態，最大量被複製貼上、轉傳的陰謀論內容是來自中国大陆內部社交平台，顯示Twitter上的「小粉紅」和官方媒體的共鳴存在時間差。

### 資訊戰相關研究
2020年10月，台灣民主實驗室發表年度報告，指出中国大陆資訊戰透過內容農場及在地協力者影響大眾，自認政治立場中立者較易受影響。
2022年12月，台灣民主實驗室發布《2022 台灣選舉：境外資訊影響觀測報告》，指出資訊戰過去依賴內容農場的模式衰落，主力改為去中心化製造的內容，配合操作者放大既有衝突，再與部分媒體、粉絲專頁、網路意見領袖和政治人物等的論述結合共鳴，放大既有社會衝突。
2023年4月，台灣民主實驗室發表《2022 台灣地方選舉：政治極化與資訊操作的新挑戰》研究，認為訊息脆弱度，與性別、教育程度、居住地較無關。
2024年5月9日，台灣民主實驗室發表《愛國主義販售中：微信資訊生態系》研究，指出應用程式微信演算法會提高呼應中共政治宣傳的貼文觸及率，部分以台灣生活紀錄為主題的內容創作者使用「祖國」、「統一」、「兩岸一家親」等詞彙以增加流量，部分帳號製作的素材被中国大陆官方媒體採用，成為政治宣傳的素材庫。

## 國際交流
2022年3月，時任國家民主基金會會長戴蒙·威爾森舉台灣民主實驗室為例，讚揚台灣的公民團體高度參與民主、是構成民主社會的基石。
2024年4月17日，台灣民主實驗室與台灣事實查核中心等團體提共赴歐洲議會參與論壇，與捷克、立陶宛等國國會議員分享面對境外勢力資訊戰的經驗。提出對抗認知作戰應立即澄清不實資訊、在相關法令支持下打擊操作節點並先發制人。4月19日，前往斯洛伐克參加當地智庫「全球戰略論壇」（GLOBSEC）總部舉行的中東歐區域研討會，交流台灣對抗境外資訊介選的經驗。

## 參看
- 混合戰
- 《境外勢力影響透明法草案》
- 中華人民共和國資訊戰

## 外部連結
- 官方网站